# Louis Motké
Louis Motké (* 31. Mai 1918 in Roermond; † 20. Dezember 1988 in Maastricht) war ein niederländischer Radrennfahrer.
Louis Motké begann seine Radsportkarriere als Amateur auf der Radrennbahn von Roermond, wo er bei den Zuschauern sehr populär war. Er fuhr Einerverfolgung und Zweier-Mannschaftsfahren, gemeinsam mit Piet Gommans. 1936 verpasste er die Qualifikation für die Olympischen Spiele in Berlin. Im Jahr darauf wechselte er zu den Profis. 1940 sowie 1941 wurde er Niederländischer Meister im Straßenrennen.
Nach Beendigung seiner Radsportlaufbahn im Jahre 1949 betrieb Motké ein Möbelgeschäft in seiner Heimatstadt Roermond. Er ist der Großvater des niederländischen Amateur-Rennfahrers Ritchie Motké.